# Protolingua
La protolingua o lingua ricostruita è la ricostruzione probabile della lingua originaria di una famiglia linguistica, un gruppo di lingue o un ramo, sulla base di corrispondenze e radici comuni a tale famiglia linguistica che non costituiscano innovazioni o prestiti.

## Ricostruzione fonologica
La ricostruzione fonologica è condotta a partire dalla comparazione tra lingue appartenenti al medesimo gruppo, applicando il metodo della linguistica storica. Normalmente, il processo di ricostruzione inizia dal livello fonetico-fonologico della lingua madre, seguendo tre fasi:
1. si stabiliscono liste di parole imparentate, ossia parole con significato identico o simile che abbiano una forma fonetica altrettanto simile, la quale si può mettere in correlazione attraverso l'impiego di leggi fonetiche;
2. si stabiliscono correlazioni regolari tra suoni, usando leggi fonetiche;
3. per ciascuna correlazione regolare, si ipotizza il fonema o i fonemi che potevano essere originariamente presenti nella protolingua e che, in differenti evoluzioni regolari, diedero luogo a suoni differenti (la regolarità dell'evoluzione spiegherebbe l'occorrenza di correlazioni regolari e di leggi fonetiche).

Naturalmente, questo modo di procedere non può ignorare l'esistenza di leggi fonetiche che mettono in correlazione suoni e segmenti fonici molto differenti fra loro, come il famoso caso (Meillet) delle differenze tra l'armeno e le altre lingue indoeuropee. Inoltre, questo tipo di corrispondenze, non spiegabili sulla base di una mera casualità, sono molto utili ai comparatisti, così come, in morfologia, sono molto rilevanti analoghe irregolarità condivise.

## Ricostruzione della morfosintassi
La ricostruzione del livello morfosintattico e di altri livelli è più complessa ed è difficile ricondurla a un insieme di fasi. In generale, si comincia con l'identificazione di un insieme di morfi che s'incontrano in diverse lingue, benché il problema di scoprire la funzione e la diffusione d'uso di ogni morfo sia complicato, poiché uno stesso segmento può aver assunto diverse funzioni grammaticali a seconda della lingua presa in esame.
La ricostruzione dell'ordine elementare e dell'ordine dei costituenti è solitamente altrettanto difficile, poiché è un aspetto delle lingue che mostra il maggior grado di variazione. Tuttavia, altri aspetti, come l'esistenza della concordanza grammaticale nella protolingua, si possono generalmente stabilire con più facilità.

## Verosimiglianza della ricostruzione
È importante comprendere che, solitamente, la ricostruzione si applica a una lingua che non si parla più da tempo immemorabile e della quale non si conosce quasi nulla. Della lingua originaria, dunque, non esistono iscrizioni né attestazioni scritte. Questo processo di ricostruzione mira a ipotizzare il cammino di evoluzione linguistica, ripercorrendolo a ritroso.
Storicamente, la prima protolingua ricostruita fu il protoindoeuropeo o indoeuropeo comune, lingua madre che avrebbe prodotto le lingue indoeuropee, ovvero le lingue romanze, germaniche, la lingua greca, la lingua albanese, le lingue celtiche, slave, baltiche e indoiraniche. Questa ricostruzione avvenne per la prima volta nella seconda metà dell'Ottocento, allorché il metodo comparativo acquisì un pieno statuto scientifico. Da allora, si sono condotte decine di ricostruzioni di altre protolingue. Cionondimeno, la ricostruzione interna talvolta può e deve applicarsi al risultato della comparazione (cioè alla protolingua di primo grado) o a differenti fasi della preistoria di lingue particolari, non solo per scoprire nuovi processi e forme, ma anche per stabilire una cronologia di questi processi.

## Protolingue ricostruite
La seguente lista contiene i collegamenti alle voci di Wikipedia relative ad alcune delle protolingue ricostruite:

### Protolingue della famiglia indoeuropea
- Proto-indoeuropeo (ricostruzione dell'antenato comune delle lingue indoeuropee)
  - Proto-anatolico
  - Proto-tocario
  - Proto-greco
  - Proto-indoiranico
  - Proto-baltoslavo
    - Proto-slavo

  - Proto-germanico
    - Proto-norreno

  - Proto-italoceltico
    - Proto-celtico
    - Proto-italico

### Altre protolingue
- Proto-cartvelico
- Proto-uralico
  - Proto-finnico
- Proto-semitico
- Proto-vasconico
- Proto-sinotibetano
- Proto-giapponese
- Proto-austronesiano
  - Proto-maleopolinesiaco
    - Proto-oceanico
      - Proto-polinesiaco